# Ellery Hanley
Pour les articles homonymes, voir Hanley (homonymie).

a Compétitions nationales et continentales officielles uniquement.

b Matchs officiels uniquement.
Ellery Cuthwyn Hanley, né le 27 mars 1961, est un joueur anglais de rugby à XIII et entraîneur de la Grande-Bretagne, de St. Helens et de Doncaster. Il occupait le poste de demi d'ouverture ou de troisième ligne. Durant ses 19 ans de carrière, il a joué pour Bradford, Wigan, Balmain, Western Suburbs et Leeds. Il a été sélectionné 34 fois sous les couleurs de la Grande-Bretagne. En 1988, il est élu meilleur joueur du monde. En 1990, il a été honoré par la Reine pour services rendus à son sport. En 2005, il est introduit au temple de la renommée du rugby à XIII britannique. En 2007, il a été élu meilleur joueur britannique de rugby à XIII de tous les temps.

## Palmarès
- Collectif :
  - Vainqueur du World Club Challenge : 1987 (Wigan).
  - Vainqueur du Championnat d'Angleterre : 1980, 1981 (Bradford), 1987 et 1990 (Wigan).
  - Vainqueur du Challenge Cup : 1988, 1989 et 1990 (Wigan).
  - Finaliste de la Coupe du monde : 1992 (Grande-Bretagne).
  - Finaliste du Championnat de Nouvelle-Galles du Sud : 1988 (Balmain).
  - Finaliste du Championnat d'Angleterre : 1986, 1989 (Wigan) et 1995 (Leeds).
  - Finaliste du Challenge Cup : 1994 et 1995 (Leeds).

- Individuel :
  - Élu Golden Boot  : 1988.
  - Meilleur joueur du Championnat d'Angleterre : 1985 (Bradford), 1987 et 1989 (Wigan).
  - Élu meilleur joueur de la finale de la Challenge Cup : 1989 (Wigan).